# Ville Petman
Ville Petman, född 18 januari 2000 i Villmanstrand, är en finländsk professionell ishockeyspelare som spelar för SaiPa i FM-ligan.